# Hacienda Vieja, Michoacán de Ocampo
Hacienda Vieja är en ort i Mexiko.   Den ligger i kommunen La Huacana och delstaten Michoacán de Ocampo, i den södra delen av landet, 290 km väster om huvudstaden Mexico City. Hacienda Vieja ligger 192 meter över havet och antalet invånare är 195.
Terrängen runt Hacienda Vieja är kuperad. Runt Hacienda Vieja är det glesbefolkat, med 15 invånare per kvadratkilometer. Närmaste större samhälle är Churumuco de Morelos, 19,3 km öster om Hacienda Vieja. Trakten runt Hacienda Vieja består till största delen av jordbruksmark.